# Гойсць
Гойсць (пол. Gojsc) — село в Польщі, у гміні Нова Бжезниця Паєнчанського повіту Лодзинського воєводства.
Населення — 226 осіб (2011).
У 1975-1998 роках село належало до Ченстоховського воєводства.

## Демографія
Демографічна структура станом на 31 березня 2011 року:
|          | Загалом | Допрацездатний вік | Працездатний вік | Постпрацездатний вік |
| -------- | ------- | ------------------ | ---------------- | -------------------- |
| Чоловіки | 120     | 31                 | 74               | 15                   |
| Жінки    | 106     | 12                 | 70               | 24                   |
| Разом    | 226     | 43                 | 144              | 39                   |